# Assedio di Belgrado (1690)
L'assedio di Belgrado del 1690 fu il quinto assedio della città e avvenne durante la grande guerra turca.

## Storia
Belgrado era stata conquistata dagli imperiali sotto l'elettore di Baviera, Massimiliano II Emanuele il 6 settembre 1688, dopo sei settimane di assedio. Solo venti giorni dopo, re Luigi XIV invase il Rhineland, dando inizio alla guerra dei nove anni. Questo indusse l'imperatore ad arrestare tutte le offensive nei Balcani e a reindirizzare il grosso del suo esercito in Oriente verso il Reno. 
Ciò permise agli ottomani, sotto il Gran visir Köprülü Fazıl Mustafa Pascià, di riorganizzare il loro esercito e riprendere l'iniziativa. Nel 1690 riconquistarono Niš e il 6 ottobre raggiunsero Belgrado.
L'assedio durò solo sei giorni. Gli austriaci furono costretti ad arrendersi quando la loro principale polveriera venne colpita da una granata ottomana ed esplose.
gli Ottomani tennero la città fino a quando non venne ripresa dagli imperiali con l'assedio di Belgrado del 1717.